# Azerbeidzjan op de Olympische Zomerspelen 2020
Azerbeidzjan neemt deel aan de Olympische Zomerspelen 2020 in Tokio, Japan.

## Atleten
Hieronder volgt een overzicht van de atleten die zich reeds hebben verzekerd van deelname aan de Olympische Zomerspelen 2020.
| sport       | mannen | vrouwen | totaal |
| ----------- | ------ | ------- | ------ |
| Atletiek    | 1      | 1       | 2      |
| Badminton   | 1      | 0       | 1      |
| Boksen      | 5      | 0       | 5      |
| Gymnastiek  | 1      | 7       | 8      |
| Judo        | 7      | 2       | 9      |
| Karate      | 2      | 1       | 3      |
| Schietsport | 2      | 0       | 2      |
| Schermen    | 0      | 1       | 1      |
| Taekwondo   | 1      | 1       | 2      |
| Triatlon    | 1      | 0       | 1      |
| Wielersport | 1      | 0       | 1      |
| Worstelen   | 5      | 2       | 7      |
| Zwemmen     | 1      | 1       | 2      |
| totaal      | 28     | 16      | 44     |

## Medailleoverzicht
| Sport     | Olympiër(s)      | Onderdeel                 | Medaille |
| --------- | ---------------- | ------------------------- | -------- |
| Karate    | Rafael Agajev    | -75 kg (m)                | Zilver   |
| Karate    | Irini Zaretska   | +61 kg (v)                | Zilver   |
| Worstelen | Haji Alijev      | Vrije stijl -65 kg (m)    | Zilver   |
|           |                  |                           |          |
| Boksen    | Loren Alfonso    | halfzwaargewicht (m)      | Brons    |
| Judo      | Iryna Kindzerska | +78 kg (m)                | Brons    |
| Worstelen | Haji Alijev      | Grieks-Romeins -77 kg (m) | Brons    |
| Worstelen | Marija Stadnik   | Vrije stijl -50 kg (v)    | Brons    |

## Sporten

### Atletiek
Mannen
Technische nummers
| atleet        | onderdeel          | kwalificaties | kwalificaties | finale         | finale         |
| atleet        | onderdeel          | afstand       | rang          | afstand        | rang           |
| ------------- | ------------------ | ------------- | ------------- | -------------- | -------------- |
| Nazim Babayev | hink-stap-springen | 16,72         | 15            | niet geplaatst | niet geplaatst |

Vrouwen
Technische nummers
| atlete       | onderdeel      | kwalificaties | kwalificaties | finale         | finale         |
| atlete       | onderdeel      | afstand       | rang          | afstand        | rang           |
| ------------ | -------------- | ------------- | ------------- | -------------- | -------------- |
| Hanna Skydan | kogelslingeren | 69,57         | 16            | niet geplaatst | niet geplaatst |

### Badminton
Mannen
| atlete             | onderdeel | groepsfase                  | groepsfase                  | groepsfase           | groepsfase | eliminatie           | kwartfinale          | halve finale         | finale / BM          | finale / BM |
| atlete             | onderdeel | tegenstander uitslag        | tegenstander uitslag        | tegenstander uitslag | rang       | tegenstander uitslag | tegenstander uitslag | tegenstander uitslag | tegenstander uitslag | rang        |
| ------------------ | --------- | --------------------------- | --------------------------- | -------------------- | ---------- | -------------------- | -------------------- | -------------------- | -------------------- | ----------- |
| Ade Resky Dwicahyo | enkelspel | Nguyễn T M W (21-14, 21–18) | A Antonsen V (16-21, 15-21) | n.v.t.               | 2          | niet geplaatst       | niet geplaatst       | niet geplaatst       | niet geplaatst       | 15          |

### Gymnastiek

#### Turnen
Mannen
| atleet        | onderdeel | kwalificatie | kwalificatie | kwalificatie | kwalificatie | kwalificatie | kwalificatie | kwalificatie | kwalificatie | finale         | finale         | finale         | finale         | finale         | finale         | finale         | finale         |
| atleet        | onderdeel | toestel      | toestel      | toestel      | toestel      | toestel      | toestel      | totaal       | positie      | toestel        | toestel        | toestel        | toestel        | toestel        | toestel        | totaal         | positie        |
| atleet        | onderdeel | vloer        | voltige      | ringen       | sprong       | brug         | rekstok      | totaal       | positie      | vloer          | voltige        | ringen         | sprong         | brug           | rekstok        | totaal         | positie        |
| ------------- | --------- | ------------ | ------------ | ------------ | ------------ | ------------ | ------------ | ------------ | ------------ | -------------- | -------------- | -------------- | -------------- | -------------- | -------------- | -------------- | -------------- |
| Ivan Tikhonov | meerkamp  | 13,233       | 13,366       | 14,200       | 13,600       | 12,766       | 13,133       | 80,298       | 45           | niet geplaatst | niet geplaatst | niet geplaatst | niet geplaatst | niet geplaatst | niet geplaatst | niet geplaatst | niet geplaatst |

Vrouwen
| atlete           | onderdeel | kwalificatie | kwalificatie | kwalificatie | kwalificatie | kwalificatie | kwalificatie | finale         | finale         | finale         | finale         | finale         | finale         |
| atlete           | onderdeel | toestel      | toestel      | toestel      | toestel      | totaal       | positie      | toestel        | toestel        | toestel        | toestel        | totaal         | positie        |
| atlete           | onderdeel | sprong       | brug         | balk         | vloer        | totaal       | positie      | sprong         | brug           | balk           | vloer          | totaal         | positie        |
| ---------------- | --------- | ------------ | ------------ | ------------ | ------------ | ------------ | ------------ | -------------- | -------------- | -------------- | -------------- | -------------- | -------------- |
| Marina Nekrasova | meerkamp  | 13,133       | 10,833       | 12,266       | 12,000       | 48,232       | 70           | niet geplaatst | niet geplaatst | niet geplaatst | niet geplaatst | niet geplaatst | niet geplaatst |

#### Ritmisch
| atlete | onderdeel   | kwalificatie | kwalificatie | kwalificatie | kwalificatie | kwalificatie | kwalificatie | finale | finale | finale  | finale | finale | finale |
| atlete | onderdeel   | hoepel       | bal          | knotsen      | lint         | totaal       | rang         | hoepel | bal    | knotsen | lint   | totaal | rang   |
| ------ | ----------- | ------------ | ------------ | ------------ | ------------ | ------------ | ------------ | ------ | ------ | ------- | ------ | ------ | ------ |
|        | individueel |              |              |              |              |              |              |        |        |         |        |        |        |
|        |             |              |              |              |              |              |              |        |        |         |        |        |        |

| atlete | onderdeel | kwalificatie | kwalificatie         | kwalificatie | kwalificatie | finale   | finale               | finale | finale |
| atlete | onderdeel | 5 linten     | 3 knotsen, 2 hoepels | totaal       | rang         | 5 linten | 3 knotsen, 2 hoepels | totaal | rang   |
| ------ | --------- | ------------ | -------------------- | ------------ | ------------ | -------- | -------------------- | ------ | ------ |
|        | team      |              |                      |              |              |          |                      |        |        |

### Schietsport
Mannen
| atleet       | onderdeel            | kwalificaties | kwalificaties | finale | finale |
| atleet       | onderdeel            | punten        | rang          | punten | rang   |
| ------------ | -------------------- | ------------- | ------------- | ------ | ------ |
| Ruslan Lunev | 25 m snelvuurpistool |               |               |        |        |

### Taekwondo
Mannen
| atleet      | onderdeel | eerste ronde         | kwartfinale          | halve finale         | herkansing           | finale / BM          | finale / BM    |
| atleet      | onderdeel | tegenstander uitslag | tegenstander uitslag | tegenstander uitslag | tegenstander uitslag | tegenstander uitslag | rang           |
| ----------- | --------- | -------------------- | -------------------- | -------------------- | -------------------- | -------------------- | -------------- |
| Milad Beigi | -80 kg    | Liu W 15–11          | Rafalovich V 1–12    | niet geplaatst       | niet geplaatst       | niet geplaatst       | niet geplaatst |

Vrouwen
| atlete         | onderdeel | eerste ronde         | kwartfinale          | halve finale         | herkansing           | finale / BM          | finale / BM    |
| atlete         | onderdeel | tegenstander uitslag | tegenstander uitslag | tegenstander uitslag | tegenstander uitslag | tegenstander uitslag | rang           |
| -------------- | --------- | -------------------- | -------------------- | -------------------- | -------------------- | -------------------- | -------------- |
| Farida Azizova | -67 kg    | McPherson V 5–8      | niet geplaatst       | niet geplaatst       | niet geplaatst       | niet geplaatst       | niet geplaatst |

### Wielersport

#### Wegwielrennen
Mannen
| atleet        | onderdeel    | tijd | rang |
| ------------- | ------------ | ---- | ---- |
| Elchin Asadov | wegwedstrijd | DNF  | DNF  |

### Worstelen
Mannen
Vrije stijl
| atleet          | onderdeel | eerste ronde         | kwartfinale          | halve finale         | herkansing           | finale / BM          | finale / BM |
| atleet          | onderdeel | tegenstander uitslag | tegenstander uitslag | tegenstander uitslag | tegenstander uitslag | tegenstander uitslag | rang        |
| --------------- | --------- | -------------------- | -------------------- | -------------------- | -------------------- | -------------------- | ----------- |
| Sharif Sharifov | −97 kg    |                      |                      |                      |                      |                      |             |

Vrouwen
Vrije stijl
| atlete         | onderdeel | eerste ronde         | kwartfinale          | halve finale         | herkansing           | finale / BM          | finale / BM |
| atlete         | onderdeel | tegenstander uitslag | tegenstander uitslag | tegenstander uitslag | tegenstander uitslag | tegenstander uitslag | rang        |
| -------------- | --------- | -------------------- | -------------------- | -------------------- | -------------------- | -------------------- | ----------- |
| Mariya Stadnik | −50 kg    |                      |                      |                      |                      |                      |             |

### Zwemmen
Mannen
| atleet           | onderdeel        | series | series | halve finale | halve finale | finale | finale |
| atleet           | onderdeel        | tijd   | rang   | tijd         | rang         | tijd   | rang   |
| ---------------- | ---------------- | ------ | ------ | ------------ | ------------ | ------ | ------ |
| Maksym Shemberev | 400 m wisselslag |        |        | n.v.t.       | n.v.t.       |        |        |